# Tristan da Cunha
Tristan da Cunha (in passato anche italianizzato in Tristano d'Acugna) è il nome sia di un arcipelago dell'oceano Atlantico meridionale sia della sua isola principale. È distante 2810 km da Città del Capo, in Sudafrica. Appartiene al territorio britannico d'oltremare di Sant'Elena, Ascensione e Tristan da Cunha, ed è situata 2 172 km a sud dell'isola di Sant'Elena.
L'arcipelago di Tristan da Cunha è composto dall'omonima isola principale (98 km²), che è anche l'unica abitata, e da una serie di isole disabitate: l'isola Inaccessibile, le Isole Nightingale e l'isola Gough (situata a 350 km a sud-est dell'isola principale).
L'isola è considerata uno degli insediamenti umani più remoti al mondo a causa della distanza dai continenti e della mancanza di porti e aeroporti. Può essere raggiunta dopo cinque/sei giorni di navigazione.
Due degli otto cognomi presenti nella popolazione locale sono di origine genovese (Lavarello e Repetto, tramandati da due naufraghi di Camogli, approdati nel 1892), due sono inglesi (Swain e Patterson), due statunitensi (Hagan e Rogers), uno scozzese (Glass) e uno olandese (Green).

## Storia

### Scoperta e primi insediamenti
Nel 1506 il navigatore portoghese Tristão da Cunha, sulla rotta per il Capo di Buona Speranza, vide l'isola senza sbarcarvi e le diede il suo nome, Ilha de Tristão da Cunha, successivamente ribattezzata dagli inglesi in Tristan da Cunha Island; l'isola compare nelle mappe nautiche già dal 1509, oltre che nella mappa di Mercatore del 1541. Il primo sbarco sull'isola avvenne  nel 1643, quando l'equipaggio della nave olandese Heemstede sbarcò per rifornirsi di acqua e viveri e lasciò una tavoletta con un'iscrizione; tra il 1650 e il 1669 gli olandesi organizzarono due spedizioni di esplorazione dell'isola per valutare se fosse idonea come base di rifornimento per le loro navi, ma il proposito venne abbandonato, probabilmente a causa dell'assenza di un'insenatura sicura che fungesse da porto.
Negli ultimi anni del XVIII secolo l'isola fece da appoggio a numerose navi baleniere e di cacciatori di foche; tra il 1790 e il 1791 il capitano John Patten di Filadelfia, al comando della baleniera Industry, trascorse sull'isola sette mesi a caccia di pelli di foca.
La prima persona a stabilirsi sull'isola fu lo statunitense Jonathan Lambert, proveniente da Salem, che arrivò sull'isola il 5 gennaio 1811 assieme al marinaio statunitense Andrew Millet e al livornese Tommaso Corri. Egli dichiarò l'arcipelago di sua proprietà con il nome di Islands of Refreshment, ma il suo dominio ebbe vita breve, poiché nel 1812 morì assieme a Millet in un incidente di pesca, od almeno così asserì Corri nel 1813 all'arrivo della HMS Semiramis.  Il 14 agosto 1816 una guarnigione britannica sbarcata dalla HMS Falmouth prese possesso dell'isola in nome del sovrano Giorgio III. Questo allo scopo di impedire ai francesi di utilizzare l'isola come base per una potenziale operazione di liberazione di Napoleone Bonaparte dalla sua prigione sull'isola di Sant'Elena. L'occupazione evitò inoltre che gli Stati Uniti usassero Tristan da Cunha come base, come avvenne durante la guerra del 1812.

### La colonizzazione
Il tentativo di colonizzare l'isola Inaccessibile fallì. Le isole furono occupate da una guarnigione militare britannica e la popolazione civile crebbe gradualmente.
Il 28 novembre 1815 sbarcarono sull'isola 38 militari e 29 civili (di cui 10 donne e 12 bambini) che costruirono degli edifici sullo stesso posto dove ora sorge il villaggio. Il 5 maggio 1817 la nave inglese Conqueror riportò in Gran Bretagna quasi tutti gli abitanti presenti sull'isola, tranne William Glass, sua moglie (che si possono considerare i fondatori della comunità isolana) e due scalpellini che rimasero sull'isola fino al 1819 e al 1822. William Glass divenne inoltre il primo governatore dell'isola. Nel 1817 fu sottoscritta la Carta dell'isola, che prevede l'equa distribuzione dei profitti: è ancora in vigore. Nel 1821 arrivò sull'isola Alexander Cotton, nel 1824 Augustus Earle (artista che fece i primi dipinti di quest'arcipelago e che se ne andò dall'isola dopo pochi mesi) e nel 1826 Thomas Hill Swain.
Nel 1826 William Glass chiese al duca di Gloucester di portare sull'isola delle donne per i suoi compagni scapoli (tra cui il sessantaquattrenne Thomas Swain che disse che avrebbe sposato la prima donna che avesse messo piede sull'isola). L'anno seguente l'impegno fu mantenuto grazie ad alcune donne nere di Sant'Elena e del Sudafrica, una delle quali sposò Swain: dalla loro unione nacquero diversi bambini. Nel 1834 William Glass chiese senza successo al governatore di Città del Capo una coppia di insegnanti che sarebbero stati ricompensati con vitto e alloggio gratuiti.
Il 5 settembre 1836 la goletta statunitense Emily affondò nei pressi dell'isola e tre dei naufraghi sopravvissuti decisero di rimanere permanentemente a Tristan. Erano l'olandese Pietre Willem Groen (cognome poi cambiato in Green), lo statunitense William Daley e il danese Peter Miller. Nello stesso anno sbarcò anche Thomas Rogers. Pietre Willem Groen e Thomas Rogers in seguito sposarono alcune delle figlie dei fondatori di Tristan. Nel 1849 sbarcò Andrew Hagan, che sposò Jane Glass. Nel 1853 William Glass morì e Alexander Cotton divenne il nuovo governatore dell'isola.
Il reverendo sudafricano William Taylor, sbarcato sull'isola in quel tempo, tornò a Città del Capo nel 1857 portando con sé 47 persone, abbassando quindi la popolazione a solo 23 individui. Iniziò poi un periodo molto duro per quegli isolani rimasti. A causa dell'introduzione delle navi a vapore, meno dipendenti dai venti e dalle correnti, l'isola rimase fuori dalle rotte commerciali principali. In quel periodo il passaggio di una nave nei pressi di Tristan da Cuhna divenne un evento raro. Soltanto le baleniere continuarono a navigare in quelle acque.
Nel 1867 il principe Alfredo, duca di Sassonia-Coburgo-Gotha e duca di Edimburgo visitò l'isola che in quel momento aveva una popolazione di 86 individui che vivevano in 11 case di pietra. L'insediamento principale fu ribattezzato Edimburgo dei Sette Mari in onore della sua visita. Nel 1885, nonostante le proibitive condizioni del mare, 19 uomini dell'isola si avvicinarono con una scialuppa a una nave ancorata nei pressi per avere rifornimenti e fare baratti; improvvisamente un'onda travolse la scialuppa e fece annegare 15 dei 19 uomini. Questo naufragio abbassò la popolazione a 75 persone, di cui solo 11 uomini. Questa diminuzione di popolazione continuò nel 1890 (60 individui) e nel 1892 (solo 50).
Il 3 ottobre 1892 a bordo del brigantino a palo Italia, che trasportava carbone dalla Scozia a Città del Capo con 16 membri di equipaggio, divampò un incendio per autocombustione in pieno Atlantico. Il suo comandante, il genovese Rolando Perasso, riuscì a governarlo in un viaggio durato sei giorni fino a farlo arenare sui fondali dell'isola, unico approdo possibile in mezzo all'oceano. Tutto l'equipaggio della nave si salvò, e dopo il fortunoso sbarco gli uomini furono ospitati dagli abitanti di Edinburgh. Il 21 gennaio i naufraghi vennero recuperati dalla nave Wild Rose per essere trasportati a Città del Capo in Sudafrica ma due naufraghi, i camogliesi Gaetano Lavarello e Andrea Repetto, decisero di non tornare a Genova nonostante gli ordini del capitano. Oltre ai due vi era un naufrago di Ancona, Marcianesi, che dopo quattro anni lasciò i compagni e si trasferì a Città del Capo. I due camogliesi rimasero per sempre, ebbero numerosi figli, e i loro tipici cognomi sono i due tra gli otto oggi presenti a Tristan.
Il fratello più giovane di Lewis Carroll, il reverendo Edwin H. Dodgson, prestò servizio come missionario anglicano a Tristan da Cunha nel decennio del 1880. Nel 1904 l'isola aveva 76 residenti divisi in 11 famiglie, e il governo di Sua Maestà Britannica chiese loro di trasferirsi a Città del Capo, offerta che fu accettata da tre famiglie. Nel 1922 venne montata nell'isola una stazione radio, che tuttavia non funzionò mai perché gli isolani credevano attirasse i fulmini. Il 12 gennaio 1938, con un decreto in forma di Letters Patent, l'arcipelago fu dichiarato di pertinenza del territorio di Sant'Elena.
Durante la Seconda guerra mondiale l'arcipelago fu usato come stazione della Royal Navy col nome di HMS Atlantic Isle per controllare i movimenti delle navi tedesche nel sud Atlantico. Il primo amministratore del governo britannico si insediò sull'isola in questo periodo. Sempre in quel periodo venne introdotto sull'isola il denaro per pagare gli isolani che lavoravano alla stazione radio e meteorologica dell'isola, anche se il baratto rimase e rimane il principale metodo di pagamento sull'isola. Nel 1942 venne costruito il primo ospedale da campo sull'isola (prima i tristaniani si affidavano alle cure familiari e nei casi più gravi imbarcavano i malati sulle navi di passaggio).
Un secondo duca di Edimburgo, il principe Filippo, marito della regina Elisabetta II, visitò l'isola nel 1957 durante il suo giro del mondo a bordo dello yacht reale Britannia.

### L'evacuazione e il ritorno
Tra agosto e ottobre del 1961 vi fu una serie di eruzioni e terremoti alla quale fece seguito, l'8 ottobre dello stesso anno, un terremoto più violento che provocò una colata di lava che arrivò a circa 50 metri dalla parte più orientale del paese urbanizzato costringendo gli abitanti ad abbandonare gli edifici di quell'area. Il giorno successivo, constatati i danni e la formazione di una grossa crepa nel suolo del villaggio ne fu decisa l'evacuazione, prima su un'altra area dell'isola e poi, il 10 ottobre, fu deciso l'abbandono dell'isola. 264 isolani e 26 persone non residenti vennero trasportate dapprima sull'isola Nightingale, il giorno seguente a Città del Capo e infine furono trasferite in Gran Bretagna nell'ex base aerea della RAF di Calshot.
Mentre il governo britannico considerava il trasferimento definitivo i tristaniani erano di avviso diverso, non immunizzati contro l'influenza molti di loro si ammalarono, alcuni anziani morirono durante l'inverno 1962/63, uno dei più freddi mai registrati nel Regno Unito. Una spedizione della Royal Society del 1962 verificò lo stato delle eruzioni e dopo un parere positivo un piccolo gruppo di persone rientrò sull'isola per occuparsi della prima ricolonizzazione dato che nessun manufatto era stato intaccato dall’eruzione. Il British Colonial Office organizzò un referendum nel quale la comunità si espresse 148 contro 5 per il rientro, un primo gruppo fece rientro nell'aprile del 1963 mentre il grosso della popolazione lasciò Southampton il 24 ottobre per giungere a Tristan da Cunha il 10 novembre.

### Servizi e diritti
Nel 2005 l'isola ricevette il codice postale britannico TDCU 1ZZ per consentire alla popolazione di ordinare i beni online con maggiore facilità. Nonostante ciò, i residenti di Tristan non possono ottenere né cittadinanza né il visto permanente per il Regno Unito e per questo non sono attualmente in grado di usufruire di alcun servizio e vantaggio riservato alla cittadinanza britannica.

## Geografia

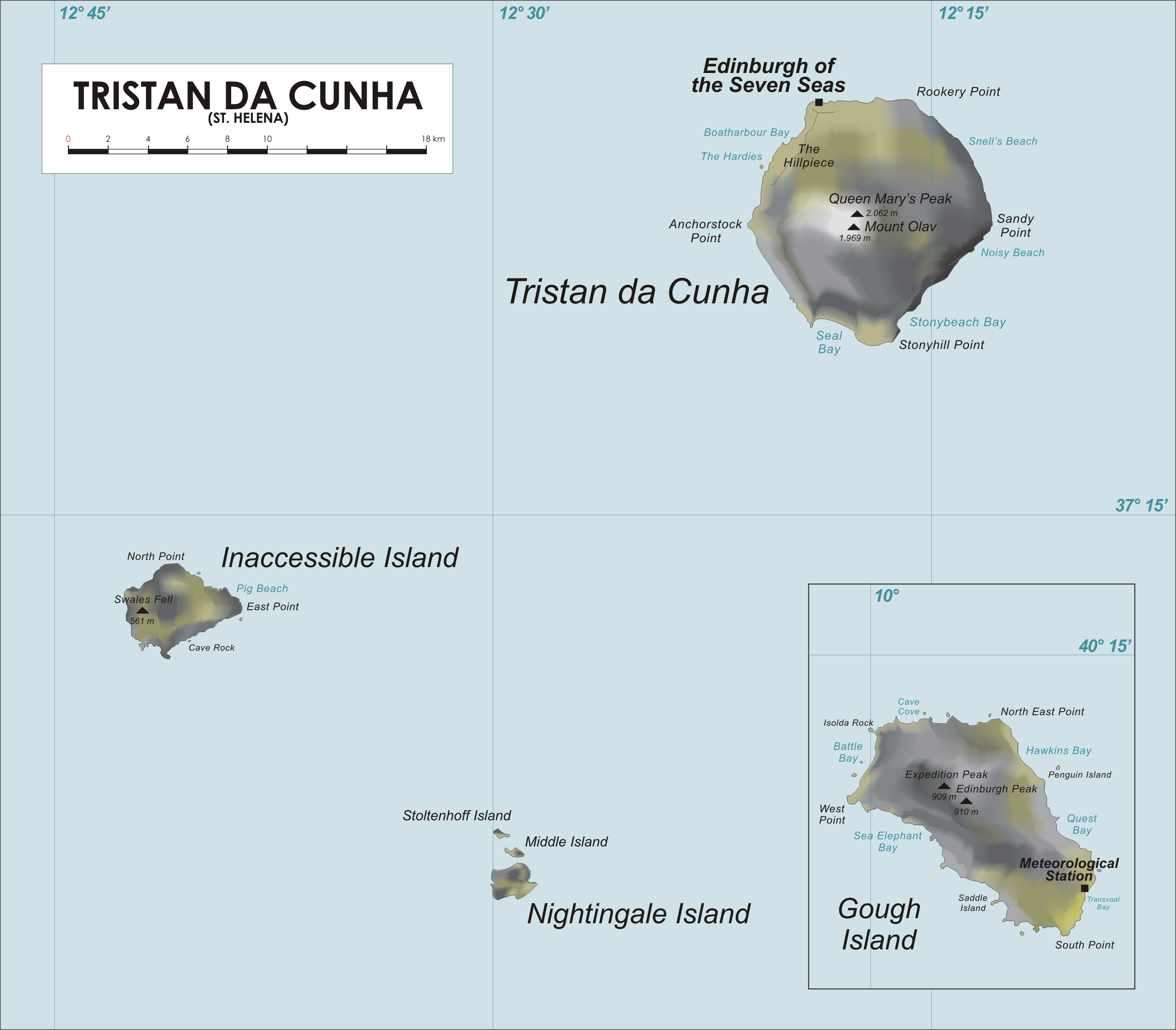
L'arcipelago di Tristan da Cunha (inclusa Gough Island)

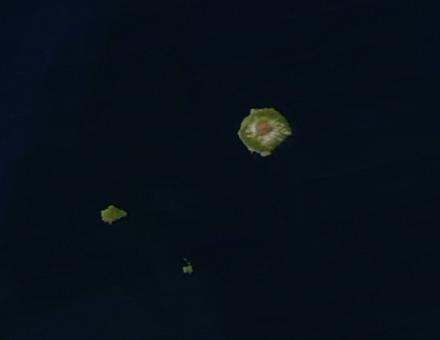
Tristan da Cunha e le isole circostanti (immagine da satellite)

Il nome "Tristan da Cunha" è utilizzato anche per l'intero arcipelago, composto dalle seguenti quattro isole:
Arcipelago di Tristan da Cunha (Tristan da Cunha e isole annesse)
- Tristan da Cunha (isola principale) e le isole circostanti
  - Tristan da Cunha (37°06′44″S 12°16′56″W) (98 km²)
  - Isola Inaccessibile (37°19′00″S 12°44′00″W) (10 km²)
  - Isole Nightingale (3,4 km²) 
    - Isola Nightingale (37°25′58″S 12°28′31″W) (2,6 km²)
    - Isola Middle (0,1 km²)
    - Isola Stoltenhoff (0,1 km²)
- Isola Gough (40°20′S 10°00′W) (isola Diego Alvarez) (91 km²)

L'Isola Inaccessibile e l'Isola Nightingale si trovano a 35 km in direzione SW dall'isola principale, mentre l'isola Gough si trova a 395 km in direzione SSE.
L'isola principale è piuttosto montagnosa; sull'unica zona pianeggiante, sulla costa nordoccidentale, sorge la capitale Edimburgo dei Sette Mari (chiamata dai locali The Settlement). La cima più alta è il picco della Regina Maria (2062 m s.l.m.), che in inverno si copre di neve; la seconda vetta è il vicino Mount Olav (1 969 m s.l.m.).
Le altre isole dell'arcipelago sono disabitate, fatta eccezione per la stazione meteorologica sudafricana Gough Island Weather Station sull'omonima isola, che opera dal 1956 e che dal 1963 è situata nella Transvaal Bay nella costa sud est; vi operano diverse persone con un cambio annuale.

### Geologia
Tristan da Cunha è un'isola vulcanica attiva, situata all'intersezione della dorsale medio-atlantica con quella di Walwis. I magmi che hanno generato il vulcano si sono formati sopra un punto caldo al di sotto della crosta oceanica. Originariamente questo punto caldo si trovava sotto la dorsale medio-atlantica. La posizione fuori asse dell'isola è spiegata con la deriva verso ovest, avvenuta negli ultimi milioni di anni, della dorsale, mentre il punto caldo che generava il magma è rimasto fisso. La dorsale di Walwis costituisce la traccia di questo spostamento. Le lave prodotte sono classificate come alcaline e sottosature in silice (SiO2) e seguono la serie di differenziazione basanite, fonotefrite, tefrifonolite e fonolite.
Per molti petrologi l'origine dei magmi alcalini è nel mantello terrestre, per fusione mista delle peridotiti e di vene metasomatizzate delle stesse, arricchite in componenti volatili e metalli alcalini (sodio e potassio). Nel caso di Tristan da Cunha le lave si sarebbero originate per cristallizzazione frazionata di plagioclasio e femici da questo iniziale magma ibrido.
L'ultima eruzione risale al 1961. L'attività storica del vulcano è complessa, rappresentata da eruzioni sviluppatesi da numerose e spesso composizionalmente distinte bocche eruttive avventizie, sparpagliate attorno alla larga sommità dell'edificio. Datazioni delle lave con il metodo potassio-argon (40Ar/39Ar) indicano che l'età delle lave sommitali si sovrappone a quella delle bocche avventizie. La più antica lava datata ha un'età di 118 000 ± 4 000 anni. Non è stata trovata alcuna relazione sistematica tra età, composizione delle lave e posizione delle bocche eruttive.

### Clima
Edimburgo dei Sette Mari, situata alla stessa latitudine di Melbourne, ha un clima fortemente influenzato dall'oceano e dalle masse tropicali.
Le escursioni termiche giornaliere e stagionali sono molto limitate. La temperatura minima media di gennaio (in piena estate) è di 17 °C, quella massima raramente supera i 25 °C. La temperatura media annua è di 15,1 °C.
A luglio (inverno) le temperature giornaliere minime e massime si assestano rispettivamente a 11 °C e a 14 °C. La piovosità annuale media è elevata e raggiunge un valore medio di 1681 mm. D'inverno la neve è presente sulle montagne. In genere il tasso di umidità è molto elevato.
La temperatura media del mare in superficie a Tristan da Cuhna è di 18 °C a febbraio e di 13 °C ad agosto. In linea generale, a Gough il mare è più freddo di circa tre gradi Celsius.
Il Sudafrica provvede a mantenere la stazione meteorologica sull'isola Gough.
Di seguito la tabella con i dati climatici:
| Mese                       | Mesi | Mesi | Mesi | Mesi | Mesi | Mesi | Mesi | Mesi | Mesi | Mesi | Mesi | Mesi | Stagioni | Stagioni | Stagioni | Stagioni | Anno  |
| Mese                       | Gen  | Feb  | Mar  | Apr  | Mag  | Giu  | Lug  | Ago  | Set  | Ott  | Nov  | Dic  | Est      | Aut      | Inv      | Pri      | Anno  |
| -------------------------- | ---- | ---- | ---- | ---- | ---- | ---- | ---- | ---- | ---- | ---- | ---- | ---- | -------- | -------- | -------- | -------- | ----- |
| T. max. media (°C)         | 20   | 21   | 20   | 18   | 17   | 15   | 14   | 14   | 14   | 15   | 17   | 19   | 20       | 18,3     | 14,3     | 15,3     | 17    |
| T. media (°C)              | 18   | 19   | 18   | 16,5 | 15,0 | 13,0 | 12,5 | 12,0 | 12,0 | 13,0 | 15,0 | 17,0 | 18,0     | 16,5     | 12,5     | 13,3     | 15,1  |
| T. min. media (°C)         | 16   | 17   | 16   | 15   | 13   | 11   | 11   | 10   | 10   | 11   | 13   | 15   | 16       | 14,7     | 10,7     | 11,3     | 13,2  |
| Precipitazioni (mm)        | 93   | 113  | 121  | 129  | 155  | 160  | 160  | 175  | 169  | 151  | 128  | 127  | 333      | 405      | 495      | 448      | 1 681 |
| Giorni di pioggia          | 18   | 16   | 17   | 20   | 23   | 23   | 25   | 26   | 24   | 22   | 18   | 19   | 53       | 60       | 74       | 64       | 251   |
| Umidità relativa media (%) | 79   | 77   | 75   | 78   | 78   | 79   | 79   | 79   | 78   | 79   | 79   | 80   | 78,7     | 77       | 79       | 78,7     | 78,3  |

## Popolazione
Al censimento del marzo 2016 l'isola aveva una popolazione di 293 abitanti, mentre la popolazione stimata nel 2023 è di 238 abitanti. L'abitato principale è Edimburgo dei Sette Mari (chiamato comunemente dai locali "The Settlement"). La religione principale è il cristianesimo, a maggioranza anglicana e a minoranza cattolica.

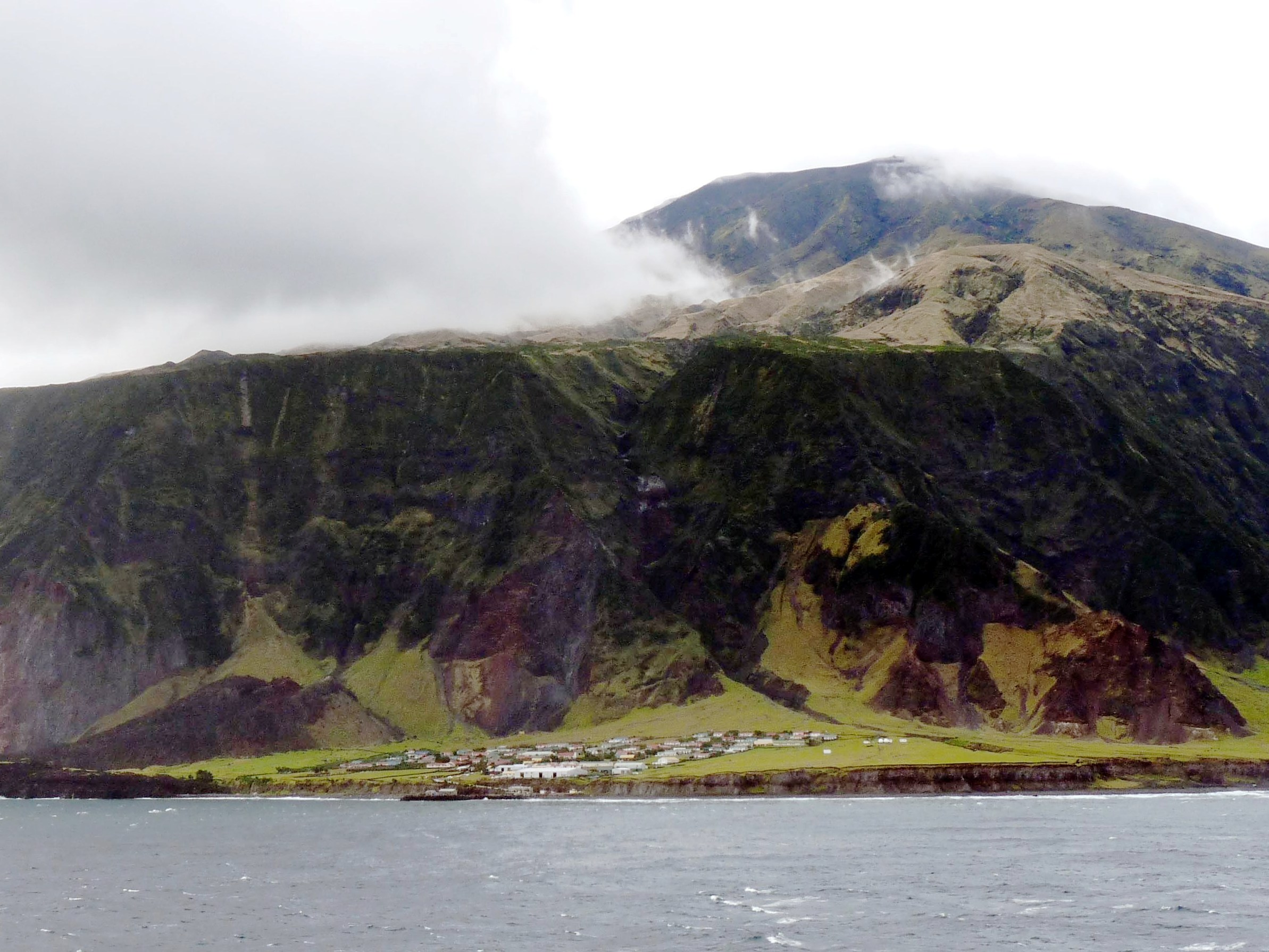
Veduta di Edimburgo dei Sette Mari

Esiste un'elevata incidenza di problemi di salute nella popolazione, legati all'endogamia, come ad esempio il glaucoma. Sull'isola è stata rilevata un'elevata frequenza di patologie asmatiche riconducibili al fatto che tre dei primi colonizzatori ne soffrivano.
L'intera popolazione discende da 15 antenati, otto uomini e sette donne arrivati sull'isola in un periodo compreso tra il 1816 e il 1908. Gli uomini erano di origine europea mentre le donne erano di etnia meticcia o africana. Nei primi anni del 1900 arrivò un uomo di origine russa. Nel 1963, al rientro dall'evacuazione in Inghilterra causata dall'eruzione vulcanica, quattro donne di Tristan ebbero figli da uomini di presunta nazionalità britannica durante la loro permanenza nel Regno Unito, e questo alleviò decisamente la grave questione dell'endogamia.

### Lingua
La lingua ufficiale di Tristan da Cunha è l'inglese; tuttavia sull'isola si parla un dialetto creolo, influenzato dalle origini dei suoi fondatori e formato da parole inglesi, italiane, liguri, olandesi, afrikaans, gaeliche.

## Politica e legislazione
L'autorità esecutiva è il re Carlo III del Regno Unito, rappresentato sul territorio dal governatore di Sant'Elena. Dal momento che il governatore risiede permanentemente a Sant'Elena, sull'arcipelago vive un amministratore locale con delega di poteri da parte del governatore.
L'amministratore agisce come capo del governo locale, supportato dal Consiglio dell'isola, composto da 8 membri eletti e da 3 membri incaricati. Tristan da Cunha ha la propria legislazione, ma la legge promulgata da Sant'Elena estende quanto non considerato dalla legislatura locale, quando ragionevolmente le circostanze e i soggetti coinvolti lo rendano necessario.
Ad ogni modo la comunità isolana continua a seguire gli accordi fissati da William Glass e dagli altri isolani che crearono le basi di uguaglianza che caratterizzano la popolazione tristaniana, secondo i quali le spese e i ricavi vengono egualmente condivisi tra tutti i membri della comunità, evitando quindi che alcuni si arricchiscano sulle spalle degli altri. Sempre secondo questi accordi, quindi secondo le consuetudini degli isolani, ogni disoccupato ha il diritto-dovere di avere un lavoro non appena disponibile, i beni della comunità sono i beni di tutti e non esiste proprietà privata e persone che impartiscano comandi agli altri.

### Scuole e istruzione
L'attuale edificio della St Mary's School a Tristan da Cuhna è stato costruito nel 1975 e ospita i ragazzi dai tre ai 16 anni.

### Assistenza sanitaria
Nel 1971 venne costruito il primo ospedale permanente sull'isola, che venne chiamato Camogli Hospital in onore ai due marinai camogliesi che arrivarono su quest'isola nel 1892. La struttura ha a disposizione un'area per le emergenze, sale visita, radiologia, sale odontoiatriche e una sala travaglio, defibrillatore, ECG, una sala operatoria e un'ambulanza attrezzata per il Basic Life Support. Il personale è composto da un medico e cinque infermiere. Nel 2017 è stata approvata la costruzione di un nuovo ospedale.

## Economia
Benché la struttura sociale ed economica dell'isola si sia evoluta nel tempo, sono ancora seguiti i principi di eguaglianza stabiliti nel 1817 da William Glass.
Sull'isola i terreni sono tutti di proprietà pubblica, le famiglie coltivano orti e giardini intorno alle loro case e degli appezzamenti dedicati alla coltivazione delle patate in una zona pianeggiante dell'isola, chiamata appunto Potato Patches. Ogni famiglia possiede animali da cortile e del bestiame (bovini e pecore, sull'isola non sono presenti maiali), il cui numero però è rigorosamente controllato per tutelare i pascoli e per impedire l'eccessivo accumulo di ricchezza.
È vietato l'acquisto di terreni o l'insediamento a persone non originarie dell'isola.
La stagione della pesca dell'aragosta dura tre mesi, da luglio a settembre, anche se spesso le condizioni meteorologiche riducono il numero dei giorni utili. Vengono pescate aragoste della specie Jasus paulensis, che vengono commercializzate con il nome inglese di "Tristan rock lobster" dalla compagnia sudafricana Ovenstone. L'eruzione vulcanica del 1961 distrusse lo stabilimento della lavorazione del pesce sull'isola, che fu successivamente ricostruito. Lo stabilimento è stato distrutto nuovamente da un devastante incendio il 13 febbraio 2008.
Una fonte di entrate dell'isola deriva dalla vendita di francobolli e monete per i collezionisti di tutto il mondo; limitate, invece, a causa della posizione isolata dell'isola, le entrate derivanti dall'attività turistica e dalla vendita di souvenir.
Benché Tristan da Cunha sia parte dei Territori Britannici di Sant'Elena, sull'isola non è in uso la sterlina di Sant'Elena, ma la sterlina britannica. Occasionalmente sono emesse delle monete commemorative in sterline inglesi ad uso solo locale. L'uso della moneta come mezzo di scambio è molto modesto.

### Trasporti
La remota posizione dell'arcipelago rende difficili i collegamenti e i trasporti con il resto del mondo. Non esiste un aeroporto e l'isola può essere raggiunta solo via mare. D'altra parte non esiste un porto, per cui il collegamento con l'isola dalla nave ancorata al largo avviene per mezzo di barche. I battelli da pesca del Sudafrica offrono un servizio regolare per l'isola e impiegano 5-7 giorni a percorrere il tragitto, e fino a febbraio 2018 la nave da carico e passeggeri RMS Saint Helena ha svolto un servizio di collegamento annuale con le isole di Sant'Elena (2 500 km) e di Ascensione (3 300 km); dalla eliminazione del servizio regolare da Sant'Elena, l'accesso è possibile dal Sudafrica.

## Flora e fauna e minacce ambientali
L'isolamento e la scarsa antropizzazione dell'arcipelago di Tristan da Cuhna hanno favorito l'instaurarsi di una grande ricchezza biologica con numerosi endemismi. Gli animali terrestri (uccelli e foche soprattutto) sono però minacciati dalla caccia dell'uomo. Inoltre questi esseri viventi, non avendo mai avuto la minaccia dei predatori, non riescono a difendersi dagli animali che sono stati portati sulle isole dall'uomo, quali capre, gatti, peraltro eradicati dall'isola nel 1974, cani, ratti, topi, e perciò molti di loro sono a rischio di estinzione. Nel 2011 una nave cargo si è incagliata a Nightingale island e ha sversato circa 1 500 tonnellate di petrolio; la ciurma è stata salvata, ma molti uccelli sono stati contaminati. Tuttavia sembra che il petrolio se ne sia andato dall'isola grazie alle forti correnti marine presenti in zona.
Tra le piante è frequente la felce della specie Blechnum palmiforme. L'albero arbustivo Phylica arborea (usato dagli isolani come legna da ardere) è l'unico naturalmente presente sull'isola. La felce nana Blechnum penna-marina vive nei pendii più ripidi, mentre muschi e licheni sono presenti nelle parti alte dei pendii. Pini, eucalipti, peschi e meli sono stati introdotti dall'uomo e formano piccole foreste lungo i pendii non troppo ripidi. Le acque fredde, poco inquinate e ricche di nutrienti dell'oceano Atlantico meridionale permettono un grande sviluppo di alghe, come la Macrocystis pyrifera che forma foreste di kelp alte più di 40 metri.
L'arcipelago è uno dei punti più settentrionali in cui ancora vivono i pinguini. Tra gli uccelli sono da segnalare il tordo delle Tristan (Turdus eremita), che vive nei boschi e nei prati e che è diventato attero (incapace di volare) dopo essersi insediato qui (probabilmente a causa della mancanza di predatori), così come anche il rallo dell'Isola Inaccessibile (Atlantisia rogersi), il Nesospiza acunhae o il gallinaceo Gallinula comeri, che ha quasi completamente perso la capacità di volare. Gli uccelli marini sono molto presenti sull'isola, grazie alla ricchezza del suo mare e all'assenza dei predatori terrestri (almeno fino all'introduzione accidentale da parte dell'uomo di ratti, topi, gatti, cani ed altri animali domestici). Tra gli uccelli marini si possono segnalare l'albatro beccogiallo dell'Indiano (Thalassarche carteri), l'albatro bruno (Phoebetria fusca), l'albatro di Tristan (Diomeda dabbenena, è una grande specie in via di estinzione che nidifica a Gough e una o due coppie sull'Isola Inaccessibile). Sono da segnalare anche il pinguino Eudyptes chrysocome moseleyi, la sterna antartica (Sterna vittata), l'ossifraga (Macronectes giganteus) e varie specie di procellarie.
A causa dell'isolamento dell'arcipelago e delle poche ricerche che sono state fatte, la fauna prettamente marina è meno studiata rispetto a quella terrestre; ad ogni modo si sa che le acque sono popolate, tra gli altri, da aragoste (che vengono pescate e commercializzate dagli isolani), squali manzo nasolargo (Notorynchus cepedianus), squali mako (Isurus oxyrinchus), verdesche (Prionace glauca), squali bianchi (Charcharodon charcharias, perlomeno nei dintorni dell'isola Gough, ma probabilmente presenti nelle acque di tutto l'arcipelago), ricciole, polpi, tonni (soprattutto Allothunnus fallai e Thunnus maccoyii), orche (Orcinus orca, ormai rare nelle acque adiacenti all'arcipelago), megattere (Megaptera novaeangliae, avvistabili durante i mesi invernali), balene franche australi (Eubalaena australis, visibili durante i mesi invernali), delfini, globicefali, balenottere azzurre (Balaenoptera musculus), capodogli (Physeter macrochepalus), otarie antartiche (Arctocephalus gazella), elefanti marini del Sud (Mirounga leonina) e molti altri.

## Cognomizzazioni
A Tristan da Cunha attualmente ci sono solo otto ceppi familiari e relative cognomizzazioni:
- Glass (già Glasgow) (da William, arrivato nel 1816 dalla Scozia)
- Swain (da Thomas, arrivato nel 1826 dall'Inghilterra)
- Green (già Groen) (da Peter, arrivato nel 1836 dai Paesi Bassi)
- Rogers (da Thomas, arrivato nel 1836 dagli Stati Uniti d'America)
- Hagan (da Andrew, arrivato nel 1849 dagli Stati Uniti d'America)
- Repetto (da Andrea, arrivato nel 1892 dall'Italia)
- Lavarello (da Gaetano, arrivato nel 1892 dall'Italia)
- Patterson (arrivato dall'Inghilterra)